# دومينيك كون
دومينيك كون (بالألمانية: Dominik Kuhn)‏ هو منتج أفلام وممثل ألماني، ولد في 16 سبتمبر 1969 في ألمانيا.

## وصلات خارجية
- دومينيك كون على موقع IMDb (الإنجليزية)
- دومينيك كون على موقع قاعدة بيانات الفيلم (الإنجليزية)
- دومينيك كون على موقع كينوبويسك (الروسية)